# Campylopus torrentis
Campylopus torrentis är en bladmossart som beskrevs av Thériot och Potier de la Varde 1933. Campylopus torrentis ingår i släktet nervmossor, och familjen Dicranaceae. Inga underarter finns listade i Catalogue of Life.